# ورقة نقدية من فئة 20,000 بيزو كولومبي
تُعد الورقة النقدية من فئة 20,000 بيزو كولومبي (20,000 دولار أمريكي) هي إحدى الأوراق النقدية المتداولة في كولومبيا . يبلغ حجمها حوالي 143 × 66 مليمترًا، ولونها البرتقالي هو اللون السائد. يحمل وجهها الأمامي صورة الرئيس الكولومبي السابق ألفونسو لوبيز ميشيلسن وتفاحة سكرية ، بينما يظهر على ظهرها قبعة سومبريرو فويلتياو وقنوات لا موخانا. صدرت أول سلسلة من أوراق 20,000 بيزو بين عامي 1996 و2016. يبلغ حجم هذه النسخة 140 × 70 مليمترًا، وهي زرقاء اللون. يظهر على وجهها الأمامي عالم الفلك خوليو جارافيتو أرميرو والقمر ، بينما يُظهر وجهها الخلفي منظرًا لكوكب الأرض من سطحه.
اعتبارًا من مايو 2016، يُقدّر بنك جمهورية كولومبيا أن 344.8 مليون ورقة نقدية من فئة 20,000 بيزو كولومبي متداولة في البلاد. طُرحت هذه الورقة للتداول لأول مرة في 2 ديسمبر 1996، وهي تتميز بالعديد من الميزات الأمنية، مثل العلامة المائية ، والحبر فوق البنفسجي، وخيط الأمان، والطباعة الدقيقة ، مما يُؤكد صحتها. على الرغم من حملات بنك جمهورية كولومبيا لمساعدة المواطنين على كشف العملات المزيفة، فقد صودرت أوراق نقدية مزيفة عدة مرات. هذه الورقة مصنوعة من ألياف قطنية نقية 100%، ويبلغ متوسط عمرها الافتراضي 21 شهرًا من تاريخ الإصدار.

## تاريخ
حتى عام 1870، لم تكن هناك بنوك في كولومبيا، حيث كانت الكنيسة والتجار الكبار يهيمنون على سوق الائتمان. تودوِلَت العملات الذهبية، والفضية، والنيكل، والنحاسية ، ولكن لم تُصدَر أي أوراق نقدية بعد من قبل النظام النقدي للبلاد الذي كان لا يزال متخلفًا. كان بنك بوغوتا (Banco de Bogotá) أول بنك خاص يتم تأسيسه في كولومبيا عام 1870.  منذ عام 1871، وبموجب القانون 35 لعام 1865، بدأت الأوراق النقدية الصادرة عن ستة وثلاثين بنكًا خاصًا في التعايش مع العملات المعدنية حتى عام 1886، ويمكن استردادها من قبل الأخيرة. في عام 1886، أنشأ رئيس كولومبيا، رافائيل نونيز، سعر صرف قسري للأوراق النقدية الصادرة عن البنك الوطني ( Banco Nacional )، الذي تأسس عام 1880، مما وضع حدًا لإصدار النقود الورقية على المدى الطويل من قبل البنوك الخاصة.  المرسوم رقم. أوقف القانون رقم 260 لعام 1885 قابلية تحويل الأوراق النقدية إلى عملات معدنية. وأنشأ القانون رقم 87 لعام 1886 ورقة البنك الوطني كعملة قانونية للجمهورية، مما جعلها إلزامية لدفع الإيرادات العامة والمساهمات، وكذلك في المعاملات بين الأفراد. كما مُنع منذ ذلك الحين النص على أي نوع آخر من العملات في العقود. 
بعد إنشائه في عام 1923، أُسِّس بنك الجمهورية ( Banco de la República ) كبنك للبنوك والبنك الوحيد المخول بإصدار العملة. بين عامي 1923 و1931، دخلت فئات 1، و2، و5، و10، و20، و50، و100، و500 بيزو في التداول. يمكن استبدال هذه الأوراق النقدية بالذهب والدولار .  بعد الأزمة العالمية في ثلاثينيات القرن العشرين، توقفت عن كونها قابلة للتحويل إلى ذهب وتودوِلَت كعملة قانونية حتى منتصف سبعينيات القرن العشرين، عندما اُستُبدِلَت بعملات نحاسية ونيكل ذات قيمة مكافئة. حتى عام 1991، كانت الخزانة العامة للأمة هي التي تنتج هذه العملات المعدنية، بدلاً من بنك الجمهورية. منذ عام 1991 فصاعدًا، أصدر الأخير عملات معدنية، مما أنهى التناقض في إصدار النقود في كولومبيا. 

## العناصر الرسومية

### السلسلة الأولى (1996-2016)
يستعين بنك جمهورية كولومبيا بالفنان الكولومبي خوان كارديناس لتصميم ورقة نقدية من فئة 20000 بيزو كولومبي .  مصنوعة بالكامل من ألياف القطن الخالص،  وهي ثاني أعلى فئة نقدية متداولة في كولومبيا، حيث يبلغ قياسها 140 × 70 ملم.  ومثل الأوراق النقدية الكولومبية الأخرى المتداولة، فإنها تشيد بشخصية كولومبية.
على الوجه الأمامي لهذه العملة الورقية، التي يكون لونها الرئيسي هو الأزرق، صُوِّرَت شخصية العالم خوليو جارافيتو أرميرو ‏ ، مع صورة للقمر على يساره.  بالإضافة إلى ذلك، فإن الرقم "20" مكتوب بطريقة برايل في منتصف الجانب الأيسر من الورقة النقدية للمكفوفين وضعاف البصر.  تظهر علامة التعريف الجديدة هذه على 100 مليون ورقة نقدية كولومبية من فئة 20000 بيزو اعتبارًا من 13 يونيو 2011، ووُزِّعَت لأول مرة في بوغوتا .  تتضمن العناصر الرسومية الأخرى قيمة الورقة النقدية بالأرقام واسم العملة ( بيزو ) واسم الدولة ( كولومبيا ) واسم البنك المركزي ( بانكو دي لا ريبوبليكا ). وأخيرًا، تحمل كل ورقة نقدية توقيعات المدير العام والمدير التنفيذي لبنك جمهورية كولومبيا ، اللذين كانا في منصبهما وقت الإصدار. 
يظهر على ظهر الورقة النقدية صورة للأرض كما تُرى من منظر قمري أصفر، مع وجود فوهة غارافيتو في المقدمة، والتي سُميت على اسم عالم الفلك. تستند هذه الرسوم التوضيحية إلى صور فوتوغرافية التقطت في أواخر الستينيات.  في الخلفية، التي تتكون ألوانها الرئيسية من البنفسجي، والأزرق، والأرجواني، تظهر أشكال هندسية ملونة مختلفة، مأخوذة من الهندسة الإقليدية وتستخدم لحل المشكلات الفلكية والرياضية . في أعلى اليسار يوجد مرصد بوغوتا الفلكي ، الذي كان خوليو غارافيتو أرميرو مديرًا له لمدة سبعة وعشرين عامًا،  وهو المنصب الذي حصل عليه في عام 1892 مع حكومة ميغيل أنطونيو كارو والذي بدأ في ممارسته في العام التالي.  يوجد أيضًا شعار بنك جمهورية كولومبيا ، في أسفل يسار الورقة النقدية. 

### السلسلة الثانية (منذ عام 2016)
تبلغ أبعاد ورقة العشرين ألف بيزو، التي يغلب عليها اللون البرتقالي، 143 × 66 ملم.  وعلى الجانب الأمامي من هذه العملة الورقية، تظهر صورة الرئيس السابق للجمهورية ألفونسو لوبيز ميشيلسن على اليمين.  ويوجد شريطان من الخطوط المتموجة على جانبي الصورة. يتضمن الشريط الموجود على اليمين، باللون البرتقالي، النص بأحرف كبيرة "veinte mil pesos"، بينما يتضمن الشريط الموجود على اليسار، بدرجات اللون البني والبرتقالي، النقش بأحرف كبيرة " Alfonso López Michelsen presidente de la República de Colombia (1974-1978)".  وفي وسط الورقة النقدية، يظهر لوبيز ميشيلسن أيضًا في وضع مستقيم تمامًا، ممسكًا بقبعة سومبريرو فيلتياو ‏ في يده.  على يسار جسم لوبيز ميشيلسن توجد قبعة سومبريرو فيلتياو مطبوعة جزئيًا وتفاحة سكرية .  توجد الفئة "20 مليون بيزو" في الزاوية العلوية اليسرى من الورقة النقدية.  يوجد الرقم التسلسلي، المكون من حرفين أبجديين وثمانية أرقام، في الزاوية السفلية اليمنى من الورقة النقدية وعلى يسار جسم الرئيس.  توجد توقيعات المدير العام لبنك جمهورية كولومبيا والمدير التنفيذي، بالإضافة إلى أسماء البنك المركزي ( بنك الجمهورية ) والبلد ( كولومبيا )، في الزاوية السفلية اليسرى. 
يُصوِّر ظهر الورقة النقدية قنوات لا مويانا، وهو نظام هيدروليكي ما قبل الإسبان بناه شعب زينو .  تظهر قبعة سومبريرو فويلتياو ‏ في الزاوية السفلية اليسرى من الورقة النقدية.  وفي الأعلى مباشرةً، يُمكن رؤية فلاح يحمل عصا السهام، وهي المادة الخام الأساسية لتصميم قبعة سومبريرو فويلتياو.  يوجد شعار بنك جمهورية كولومبيا في الزاوية العلوية اليمنى.  تظهر قيمة الورقة النقدية في الزاوية العلوية اليسرى تحت عنوان "20 مليون بيزو" وفي الزاوية السفلية اليمنى تحت عنوان "VEINTE MIL PESOS".  نُقش على الجانب الأيمن من الورقة النقدية قصيدة لبنجامين بوتشي فيلادييغو تُظهر قبعة سومبريرو فويلتياو. 
بالنسبة للمكفوفين ، يُكتب الرقم 20 بطريقة برايل على الجزء السفلي من الورقة النقدية بين النص "BANCO DE LA REPÚBLICA" وقدمي الرئيس السابق.  بالإضافة إلى ذلك، توجد علامات لمسية، تتكون من خمسة خطوط قطرية متوازية مع بعضها البعض، على الحواف الجانبية للجزء الأمامي من الورقة النقدية. 

## ميزات السلامة

### السلسلة الأولى (1996-2016)
الأوراق النقدية الكولومبية من فئة 20,000 بيزو محمية بعدة طرق. على سبيل المثال، تحتوي على خيطين أمان: الأول يبدو كشريط معتم، بينما على الثاني، يمكن قراءة النص "VEINTE MIL PESOS" عدة مرات متتالية. تُظهر علامة مائية شفافة وجه خوليو جارافيتو أرميرو ‏ ، مع خط متشابك على يمينه.  كما توجد عدة طبعات بارزة على وجه الورقة النقدية وظهرها.  بفضل الأشعة فوق البنفسجية، على سبيل المثال، تظهر عدة نصوص، مثل قيمة الورقة النقدية المكتوبة بالكامل وبالأرقام، بالإضافة إلى الألياف، باللون الأصفر.  الورقة النقدية محمية أيضًا برقم تسلسلي، وطبعات دقيقة متنوعة، وحبر متغير اللون مستخدم على الوجه الأمامي للرقم 20، وهو ذهبي اللون ويتحول إلى اللون الأخضر عند إمالة الورقة النقدية.  وأخيرًا، على جانبي الورقة النقدية، يوجد نمط يمثل شكلًا هندسيًا يتكون من عدة مناطق بيضاء وملونة. عند النظر إلى الورقة النقدية من خلال شفافية، تتطابق هذه المناطق تمامًا مع تلك الموجودة على الجانب الآخر. تُسمى هذه التقنية "registro perfecto" بالإسبانية،  وهي عبارة عن تأثير نقل، يشبه التأثير المستخدم على أوراق اليورو النقدية لإظهار قيمتها الاسمية. 

### السلسلة الثانية (منذ عام 2016)
الأوراق النقدية من فئة 20,000 بيزو كولومبي في هذه السلسلة الثانية محمية بعدة طرق. فهي مزودة بخيط أمان أخضر لامع. وعند تحريك الورقة النقدية، يتحول جزء من خيط الأمان هذا إلى اللون الأرجواني.  كما يمكن رؤية النص "BRC" وصورة ظلية قبعة سومبريرو فويلتياو من خلال خيط الأمان.  تصور علامة مائية وجه ألفونسو لوبيز ميشيلسن والرقم "20".  كما توجد العديد من النقوش البارزة على وجه الورقة النقدية وظهرها.  وبفضل الأشعة فوق البنفسجية ، يبدو سطح الورقة النقدية معتمًا باستثناء، على سبيل المثال، الرقم التسلسلي على الوجه الأمامي، الذي يتوهج باللون الأصفر، والنصوص الدقيقة وقبعة سومبريرو فويلتياو، التي تتحول إلى اللون الأخضر أو البرتقالي، بينما تظهر ألياف صفراء أو حمراء على جانبي الورقة النقدية.  كما أنها محمية برقم تسلسلي، وبطبعات دقيقة متنوعة، وبالحبر المتغير اللون المستخدم على وجه الورقة النقدية لتفاحة السكر، والتي تكون خضراء وتتحول إلى زرقاء عند إمالة الورقة النقدية.  وأخيرًا، فهي محمية بتأثيرات النقل. وبالتالي، عند رؤية الورقة النقدية من خلال شفافية، تظهر قبعة سومبريرو ونص "BRC"، جزئيًا على الوجه والجزء الخلفي، بالكامل.  كما تُشكل الخطوط الدقيقة بألوان مختلفة مجموعات متعددة من الزخارف.  على الوجه الأمامي، على يسار صورة الرئيس، يمكن رؤية صورة كامنة تمثل نص "BRC" عندما تكون الورقة النقدية شبه أفقية. 

## الإنتاج والتخزين
بين عامي 1960 و2017، من بين 26,017.95 مليون ورقة نقدية أنتجها بنك جمهورية كولومبيا ، كان 2,989.30 مليون ورقة نقدية بقيمة 20,000 بيزو كولومبي،  طُرِحَت للتداول لأول مرة في 2 ديسمبر 1996، وكان تاريخ الإصدار 23 يوليو 1996.  تقوم دار الطباعة الإنجليزية توماس دي لا رو بإعداد المواد اللازمة للعملة الورقية، والتي يتم طباعتها بعد ذلك بواسطة دار طباعة الأوراق النقدية التابعة لبنك جمهورية كولومبيا ( Imprenta de Billetes del Banco de la República de Colombia )،  والتي اُفتٌتِحَت رسميًا في 23 أكتوبر 1959. 
في مارس 2010، قُدِّرت تكلفة إنتاج ورقة نقدية من فئة 20,000 بيزو كولومبي بـ 85 بيزو. وبالمقارنة، بلغت تكلفة أوراق نقدية من فئة 1,000 و 50,000 بيزو كولومبي 57 و103 بيزو على التوالي. ويمكن تفسير هذا الاختلاف بحقيقة أنه كلما ارتفعت قيمة الورقة النقدية، زادت ميزات الأمان المُدمجة فيها، مما أدى إلى زيادة التكاليف.  في عام 2012، كانت أكثر من 60% من تكاليف الإنتاج مخصصة لميزات الأمان مثل العلامات المائية وخيوط الأمان أو الألياف، وذهب حوالي 20% إلى الأحبار الخاصة، التي توفر مستوى إضافيًا من الأمان بفضل مقاومتها لمختلف العوامل الكيميائية والماء والحرارة. 
الإنتاج السنوي من الأوراق النقدية بقيمة 20,000 بيزو (بالملايين) :
| 1996   | 1997   | 1998   | 1999   | عام 2000 | 2001   | 2002   | 2003   |
| ------ | ------ | ------ | ------ | -------- | ------ | ------ | ------ |
| 48     | 47,10  | 66,05  | 176,75 | 149      | 102,60 | 116    | 192    |
| 2004   | 2005   | 2006   | 2007   | 2008     | 2009   | 2010   | 2011   |
| 188,10 | 147,50 | 200,90 | 161,80 | 144,40   | 205,60 | 177,80 | 115,70 |
| 2012   | 2013   | 2014   | 2015   | 2016     | 2017   | 2018   | 2019   |
| 101,20 | 87,60  | 156,40 | 108,20 | 174,40   | 122,20 | -      | -      |

تُدَّمَّر الأوراق النقدية ذات الحالة السيئة التي ترسلها البنوك التجارية إلى الخزانة المركزية (Central de Efectivo). تستغرق عملية تصنيع الأوراق النقدية 28 يومًا، من الطباعة الأولى حتى التسليم إلى الخزانة. يبلغ متوسط عمر العملة الورقية في كولومبيا من لحظة طرحها للتداول عامًا واحدًا.  في عام 2012، كان عمر ورقة 20000 بيزو أعلى، عند 21 شهرًا، على الرغم من أن هذا لا يزال أقل من عمر ورقة 50000 بيزو البالغ 34 شهرًا.   على عكس البلدان الأخرى التي اعتمدت أوراقًا نقدية مغلفة بالبلاستيك لضمان عمر أطول، فإن بنك جمهورية كولومبيا يعارضها. في الواقع، مع هذه التكنولوجيا، يمكن تزوير الأوراق النقدية بسهولة أكبر، حيث يسهل الحصول على عناصر التصنيع مقارنة بورق القطن، الذي يكون تصنيعه أكثر تقييدًا. 

## الإصدار والتوزيع
منذ عام ١٩٨٧، اعتمد بنك الجمهورية النظام المتري العشري كنموذج إصدار لعملته. وقد طورته شركتا إل سي باين وإتش إم مورغان في إنجلترا، ثم عُدِّل ليتناسب مع كولومبيا. ويهدف هذا النظام بشكل أساسي إلى توقع إنتاج الأوراق النقدية للحفاظ على مخزون النقد اللازم لتلبية الطلب الاقتصادي، وتوفير احتياطيات احتياطية لتغطية أي نقص في المعروض. وللحفاظ على أدنى مستوى ممكن من التكاليف، يجب على هذه المؤسسة المصرفية أيضًا توقع التواريخ التي سيكون من الضروري فيها طرح فئات جديدة من الأوراق النقدية أو استبدالها بعملات معدنية. 
يقدر بنك الجمهورية أنه في نهاية مايو 2016، بلغ عدد الأوراق النقدية من فئة 20 ألف بيزو كولومبي المتداولة في كولومبيا 344.8 مليون، أو ما يقرب من 6,896,000,000,000 بيزو كولومبي من فئة 20 ألف بيزو. 
ملايين البيزو الكولومبي في 20 ألف ورقة نقدية متداولة في نهاية العام :
| 2002        | 2003        | 2004        | 2005        | 2006        | 2007         | 2008         |
| ----------- | ----------- | ----------- | ----------- | ----------- | ------------ | ------------ |
| 6 053 631,7 | 6 920 565,9 | 7 569 116,8 | 8 530 823   | 9 294 064,4 | 8 924 615,9  | 8 405 106,7  |
| 2009        | 2010        | 2011        | 2012        | 2013        | 2014         | 2015         |
| 7 634 937,8 | 7 796 313,4 | 8 065 461,6 | 7 653 794,1 | 7 518 489,6 | 7 764 146,24 | 8 462 003,22 |

## التزوير
أطلق رئيس بنك جمهورية كولومبيا ، خوسيه داريو أوريبي إسكوبار، حملة "الأوراق النقدية والعملات المعدنية: القيمة والفن" عام ٢٠١٠ لمساعدة المواطنين على كشف العملات المزيفة. من خلال سلسلة من ورش العمل، يتم تدريب الصرافين وأصحاب المتاجر وسائقي الخدمة العامة، وبشكل عام، أي شخص قد يتعرض لتلقي أموال مزيفة، على تمييز العملات المزيفة. بعد إكمال التدريب، يحصلون على ملصق لعرضه في متاجرهم وعلى صناديقهم النقدية، لتخويف تجار العملات المزيفة المحتملين.  ووفقًا لخوسيه داريو أوريبي، "لقد أدت الحملات التثقيفية المتنوعة التي نفذها بنك الجمهورية إلى خفض عدد العملات المزيفة في كولومبيا ". ويوصي بنك الجمهورية بالتعرف على العملات المزيفة بطريقة بسيطة تتمثل في "اللمس والنظر والإمالة" ( Tocar, mirar y girar ). 
في عام 2010، قدر بنك جمهورية كولومبيا أنه مقابل كل مليون ورقة نقدية أصلية متداولة، يوجد 45 مزيفة.   لمكافحة التزوير، تقوم مجموعة مكافحة العملات المزيفة التابعة لهيئة التحقيقات التقنية ، وهي قسم من المالية العامة الوطنية ، بعمليات لتفكيك شبكات التزوير. على سبيل المثال، في غارة عام 2011، استولى عملاء CTI على 225 مليون بيزو مزيف من منزل يستخدم كمطبعة سرية في بيلو ، أنتيوكيا . كما تم استرداد مطبعة حجرية تستخدم لطباعة النقود الورقية والألواح لإنتاج أوراق نقدية من فئات 5000، و20000، و50000 بيزو.  في يونيو 2016، قامت الشرطة الكولومبية في ميديلين بتفكيك ورشتين سريتين لإنتاج أوراق نقدية مزيفة من فئات 5000، و10000، و20000، و50000 بيزو.  وقد أدى هذا إلى أكبر عملية ضبط للعملة المزيفة في تاريخ البلاد، والتي بلغت قيمتها الإجمالية 35000 مليون بيزو. 
في أكتوبر 2016، بعد أقل من أربعة أشهر من طرح الورقة النقدية الجديدة للتداول، اكتشفت مديرية التحقيقات الجنائية والإنتربول (DIJIN حسب اختصارها بالإسبانية) أوراق نقدية مزيفة بقيمة 20 ألف بيزو تصور الرئيس السابق ألفونسو لوبيز ميشيلسن خلال عملية ضد منظمة إجرامية قُبِضَ على زعيمها، كوتشو .  

## الطبعات
أُصدِرَت السلسلة الأولى من الأوراق النقدية الكولومبية بقيمة 20000 بيزو ثلاثين مرة.  وحمل الإصدار الأولي توقيعات gerente general (الرئيس) و gerente ejecutivo (المدير التنفيذي) لبنك جمهورية كولومبيا ،  اللذين كانا في ذلك الوقت ميغيل أوروتيا مونتويا وفيرناندو كوبيتي سالدارياغا على التوالي. 
دُمِجَت صورة ألفونسو لوبيز ميشيلسن والقبعة المكسيكية ‏ في ورقة نقدية جديدة بقيمة 20000 بيزو منذ عام 2016،  بموجب القانونين رقم 1599 لعام 2012   ورقم 908 لعام 2004   على التوالي.
| السلسلة | الرقم | الطبعات        | الإصدارات المتداولة | التغييرات عن الإصدار السابق (بخلاف تاريخ الإصدار) | مرجع   |
| ------- | ----- | -------------- | ------------------- | --- | ------ |
| الأولى  | 1     | 23 يوليو 1996  | 2 ديسمبر 1996       | |        |
| الأولى  | 2     | 6 يناير 1998   | 22 مايو 1998        | |        |
| الأولى  | 3     | 7 أغسطس 1998   | 7 ديسمبر 1998       | |        |
| الأولى  | 4     | 6 مايو 1999    | 19 أكتوبر 1999      | شعار المصرف أصبح الآن موجودًا في الزاوية السفلى اليسرى من الجهة الخلفية. |        |
| الأولى  | 5     | 1 مايو 2000    | 7 يوليو 2000        | من الآن فصاعدًا، ستحمل الورقة النقدية توقيع رئيس مصرف جمهورية كولومبيا، ميغيل أوروتيا مونتويا، والمدير التنفيذي، خيراردو هيرنانديز كوريا.                                         |        |
| الأولى  | 6     | 12 أكتوبر 2000 | 26 يناير 2001       | |        |
| الأولى  | 7     | 1 يونيو 2001   | 10 سبتمبر 2001      | لم يعد مكان النشر "سانتا فيه دي بوغوتا" ظاهرًا كما في النسخة السابقة. |        |
| الأولى  | 8     | 23 يوليو 2001  | 21 مايو 2002        | |        |
| الأولى  | 9     | 7 أغسطس 2001   | 9 ديسمبر 2002       | |        |
| الأولى  | 10    | 14 مايو 2002   | 6 يونيو 2003        | |        |
| الأولى  | 11    | 20 نوفمبر 2002 | 12 ديسمبر 2003      | |        |
| الأولى  | 12    | 13 يونيو 2003  | 3 سبتمبر 2004       | |        |
| الأولى  | 13    | 16 يونيو 2003  | 21 ديسمبر 2004      | |        |
| الأولى  | 14    | 21 سبتمبر 2004 | 31 أكتوبر 2005      | |        |
| الأولى  | 15    | 22 سبتمبر 2004 | 7 ديسمبر 2005       | |        |
| الأولى  | 16    | 8 مارس 2005    | 7 يوليو 2006        | توقيع ميغيل أوروتيا مونتويا استُبدل بتوقيع رئيس مصرف جمهورية كولومبيا الجديد، خوسيه داريو أوريبي إسكوبار. بينما بقي توقيع المدير التنفيذي خيراردو هيرنانديز كوريا كما هو.         |        |
| الأولى  | 17    | 3 نوفمبر 2005  | 11 سبتمبر 2006      | | [ 27 ] |
| الأولى  | 18    | 5 فبراير 2006  | 29 أكتوبر 2007      | | [ 27 ] |
| الأولى  | 19    | 20 نوفمبر 2006 | 28 يناير 2008       | | [ 27 ] |
| الأولى  | 20    | 21 نوفمبر 2006 | 4 نوفمبر 2008       | | [ 27 ] |
| الأولى  | 21    | 22 نوفمبر 2006 | 13 يوليو 2009       | | [ 27 ] |
| الأولى  | 22    | 21 أغسطس 2007  | 9 ديسمبر 2009       | | [ 27 ] |
| الأولى  | 23    | 2 سبتمبر 2008  | 15 يونيو 2010       | | [ 28 ] |
| الأولى  | 24    | 3 سبتمبر 2008  | 20 مايو 2011        | | [ 28 ] |
| الأولى  | 25    | 23 أغسطس 2009  | 13 يونيو 2011       | أُضيف الرقم 20 بطريقة برايل للأشخاص المكفوفين في منتصف الجانب الأيسر من الواجهة الأمامية.                                                                                         | [ 28 ] |
| الأولى  | 26    | 24 أغسطس 2009  | 7 ديسمبر 2012       | | [ 28 ] |
| الأولى  | 27    | 5 أغسطس 2010   | 31 أكتوبر 2013      | | [ 28 ] |
| الأولى  | 28    | 6 أغسطس 2010   | 18 يوليو 2014       | | [ 29 ] |
| الأولى  | 29    | 23 أغسطس 2012  | 14 نوفمبر 2014      | توقيع رئيس مصرف جمهورية كولومبيا، خوسيه داريو أوريبي إسكوبار، لا يزال موجودًا. أما توقيع خيراردو هيرنانديز كوريا فقد استُبدل بتوقيع المدير التنفيذي الجديد، خوسيه تولوسا بويتراجو. | [ 29 ] |
| الأولى  | 30    | 6 سبتمبر 2013  | 16 أكتوبر 2015      | | [ 29 ] |
| الثانية | 31    | 19 أغسطس 2015  | 30 يونيو 2016       | هذه هي الطبعة الأولى من السلسلة الثانية من أوراق العشرين ألف بيزو. | [ 29 ] |
| الثانية | 32    | 19 أغسطس 2015  | 7 ديسمبر 2016       | | [ 30 ] |
| الثانية | 33    | 2 أغسطس 2016   | 24 يوليو 2017       | | [ 30 ] |
| الثانية | 34    | 2 أغسطس 2016   | 13 مارس 2018        | | [ 30 ] |

## فهرس
Chacón, Nestor Ricardo (2005). Derecho Monetario (بالإسبانية). Universidad del Rosario. ISBN:9-58707058-5.